# نوبهار (گلبهار)
نوبهار (گلبهار)، روستایی از توابع بخش مرکزی شهرستان گلبهار در استان خراسان رضوی ایران است. 

## جمعیت
این روستا در دهستان بیزکی قرار دارد و براساس سرشماری مرکز آمار ایران در سال ۱۳۸۵، جمعیت آن ۱٬۱۴۷ نفر (۲۶۹خانوار) بوده‌است.